# Толошна
Толошна (фр. Tolochenaz) је град у кантону Во, на југозападу Швајцарске. Позната је туристичка дестинација, а такође се у граду налази и гроб глумице Одри Хепберн.